# 彩光弾
彩光弾（さいこうだん）は、白、赤、緑など、さまざまな色彩の光（流星または吊星（つりぼし））が迸出される彩光剤が填実された信号弾である。夜間の通信連絡、警報に用いられた。
信号拳銃、擲弾筒によって高く飛騰、あるいは航空機から発射される。あらかじめ約された色および形によって地点相互間の、あるいは航空機と地上との間の通信連絡あるいは警報のため、殊に夜間に用いられた。
彩煙弾（さいえんだん）とは、同じような意味で彩光でなく、彩煙（黄龍、黒龍など）が迸出されるもので昼間専用であった。
戦線の拡大や煙幕の発達にともない、遮蔽力は強化され、肉眼による通視が困難になり、火力の進歩にともない部隊は遮蔽されるようになったため、手号、回光通信などは用を欠くことが増したので、彩光、彩煙はそれらにかわり得る有効な視号通信であるとされた。